# Siphamia fuscolineata
Siphamia fuscolineata är en fiskart som beskrevs av Lachner, 1953. Siphamia fuscolineata ingår i släktet Siphamia och familjen Apogonidae. Inga underarter finns listade i Catalogue of Life.